# زنان بازنده هستند
زنان بازنده هستند (به انگلیسی: Women Is Losers) فیلمی محصول سال ۲۰۲۱ و به کارگردانی لیست فلیسیانو است. در این فیلم بازیگرانی همچون لورنزا ایزو، برایان کریگ، کریسی فیت، سیمو لیو، استیون باوئر، لایزا ویل، کرانستون جانسون، الخاندرا میراندا، شالیم اورتیز و لینکلن بونیلا ایفای نقش کرده‌اند.